# MONSTER OF POP
『MONSTER OF POP』（モンスター・オブ・ポップ）は、日本の女性ロック歌手・田村直美の3枚目のアルバムである。1996年3月25日にPrimitive/ポリドール・レコード(現・ユニバーサルミュージック)から発売された。

## 概要
前作『N'』からおよそ9カ月という短い期間でリリースされたサード・アルバム。シングル「Us 〜空と大地の間で〜」、「Touch me」(アルバム・ミックス)、「光と影を抱きしめたまま」と最新シングル「BLOOD, SWEAT & GUTS」を含む全14曲を収録。田村が全曲の作詞を手掛け、M-9「正義は君の中で燃えている」を除く全曲を石川寛門との共同作曲で貫いた作品。オリジナル・アルバムとしては最後のオリコンチャートTOP10位入りとなった。
初回盤は三方背スリーブケース仕様になっている。
同年4月から、全国6か所を巡るツアーが開催された。

## 収録曲

### CD
全曲作詞：田村直美
1. MONSTER FABLE（5:04）
作曲：田村直美・石川寛門　編曲：井上龍仁・鷹羽仁
2. LET'S STAY TOGETHER（4:38）
作曲：田村直美・石川寛門　編曲：井上龍仁・鷹羽仁・須貝幸生
3. 光と影を抱きしめたまま（4:31）
作曲：田村直美・石川寛門　編曲：井上龍仁・鷹羽仁
4. BLOOD, SWEAT & GUTS（4:46）
作曲：田村直美・石川寛門　編曲：井上龍仁・鷹羽仁
5. さよならをください（5:20）
作曲：田村直美・石川寛門　編曲：井上龍仁・Achilles C. Damigos
6. もしも…（6:22）
作曲：田村直美・石川寛門　編曲：井上龍仁・上野圭市
7. BACK TO THE WILD（4:17）
作曲：田村直美・石川寛門　編曲：井上龍仁・須貝幸生
8. SMASH A GO GO 〜可能性の芽に水やろう〜（4:43）
作曲：田村直美・石川寛門　編曲：井上龍仁・上野圭市
9. 正義は君の中で燃えている（4:39）
作曲：田村直美・井上龍仁　編曲：井上龍仁・鷹羽仁
10. Us 〜空と大地の間で〜（4:54）
作曲：田村直美・石川寛門　編曲：井上龍仁・鷹羽仁・須貝幸生
11. 限りある犠牲（4:31）
作曲：田村直美・石川寛門　編曲：井上龍仁・鷹羽仁
12. あの日のPROMISE（5:04）
作曲：田村直美・石川寛門　編曲：井上龍仁・Johnnie Fingers
13. それが愛と云うものだから（4:42）
作曲：田村直美・石川寛門　編曲：井上龍仁・鷹羽仁
14. TOUCH ME（D.D. STAN MIX）（4:34）
作曲：田村直美・石川寛門　編曲：井上龍仁・鷹羽仁・須貝幸生

## レコーディング参加
- 神長弘一 - ギター
- 北島健二（FENCE OF DEFENSE） - ギター
- 鈴川真樹（ROMANTIC MODE） - ギター
- 弥吉淳二 - ギター
- 坂井紀雄 - ベース
- 美久月千晴 - ベース
- 鶴来正基 - キーボード
- 富樫春生 - ピアノ
- 江口信夫 - ドラム
- 渡嘉敷祐一 - ドラム
- 山本拓夫 - サックス
- 春名正治 - サックス
- 鈴木正則 - トランペット
- 佐野聡 - トロンボーン
- 加藤ジョーグループ - ストリングス
- 中西俊博 - E.ヴァイオリン
- ゴスペラーズ - コーラス

## NAOMI TAMURA CONCERT TOUR '96 〜MONSTER OF POP〜
|   | 日時          | 会場                         |
| - | ------------- | ---------------------------- |
| 1 | 1996年4月11日 | 仙台市青年文化センター       |
| 2 | 1996年4月15日 | 大阪サンケイホール           |
| 3 | 1996年4月19日 | 広島アステールプラザ中ホール |
| 4 | 1996年4月21日 | 愛知厚生年金会館             |
| 5 | 1996年4月23日 | メルパルクホール福岡         |
| 6 | 1996年5月9日  | 東京NHKホール                |

## 参考資料
- 田村直美『MONSTER OF POP』（帯（キャップ））ポリドール・レコード、1996年3月25日。POCH-1553。